# 徳武敏夫
徳武 敏夫（とくたけ としお、1919年9月20日 - 没年不明）は、日本の教育評論家、平和運動家。

## 略歴
長野県長野市生まれ。旧制長野中学（長野県長野高等学校）を経て、早稲田大学政治経済学部卒業。1946年から1959年まで出版社勤務、1965年大連外語外賓教授として渡中。1967年から歴史教育者協議会副委員長に就く。1975年高知大学、1981年和光大学、
1982年法政大学で非常勤講師を務める。
家永三郎の教科書検定訴訟を30年以上支援し、支援する全国連絡会常任委員。

## 著書
- 『おかねのはなし』新教育事業協会　1949
- 『おかねとものの話』筑摩書房・中学生全集　1953
- 『日本の教科書』小田二郎(別名) 1958　三一新書
- 『新教科書論』1961　三一新書
- 『アジアと日本』小学生のおはなし日本歴史　岩崎書店　1965
- 『日露戦争』少年少女おはなし日本歴史　岩崎書店　1965
- 『かわりゆく教科書』1967　新日本新書
- 『教科書裁判の思想』1971　新日本新書
- 『新しい歴史教科書への道 『あかるい社会』の継承と発展』鳩の森書房　1973
- 『日本の教科書づくり』みくに書房　1985
- 『教科書の戦後史』新日本出版社　1995
- 『家永裁判運動小史』1999　新日本新書

### 共編著
- 『教師の実践記録 社会科教育』阿久津福栄共編著　三一書房　1956
- 『社会科の指導計画 歴史・地理教育の系統的展開』周郷博共編　国土社　1957　指導計画書シリーズ
- 『文明開化』上川淳共著 岩崎書店　少年少女おはなし日本歴史 1965
- 『教科書黒書』大槻健,尾山宏共編　労働旬報社　1969
- 『戦争と教育』山下国幸共編著　鳩の森書房　1972
- 『社会科教科書の実践的批判』大橋明,山本典人共編　明治図書出版　1973
- 『わたしたちの教科書』編　草の根出版会　1997　母と子でみる
- 『沖縄戦と教科書』安仁屋政昭共著　草の根出版会　2000　母と子でみる

## 参考
- 『わたしたちの教科書』著者紹介